# Promotionfahrzeug
Promotionfahrzeuge oder auch Werbefahrzeuge werden als mobile Werbeträger für die Vermarktung eines Produktes oder einer Dienstleistung im öffentlichen Straßenverkehr, auf Messen und Veranstaltungen eingesetzt.
Als Promotionfahrzeug bezeichnet man generell Fahrzeuge, die speziell zu Werbezwecken gebaut, umgebaut oder dekoriert wurden und hauptsächlich dem Imagetransfer zum Konsumenten dienen.
Spezialfahrzeuge, wie Infomobile, Showtrucks oder Verkaufswagen und der klassische Firmenwagen, können zu den Promotionfahrzeugen hinzugezählt werden. Promotionfahrzeuge müssen keinen zusätzlichen Nutzen erfüllen.
Die Basisfahrzeuge werden mit Folien zur Fahrzeugbeschriftung auffällig dekoriert oder gleich komplett im jeweiligen Corporate Design des Auftraggebers lackiert.
Extremumbauten von Standardfahrzeugen sind nicht unüblich. Hauptziel ist, ein besonders auffälliges und anziehendes Fahrzeug oder mehrere Fahrzeuge mit einem hohen Wiedererkennungswert zu schaffen. Ein bekanntes Beispiel sind die mit hunderten einzelner Glühbirnen beleuchteten Coca-Cola-Lkw, die auf ihren Touren von tausenden von Zuschauern gesehen werden.
Es werden auch Wanderausstellungen in Fahrzeugen gezeigt. Die Beschriftung dient hier in erster Linie der Eigenwerbung, wie zum Beispiel der nanoTruck.

## Beispiele für Design und Umbauten

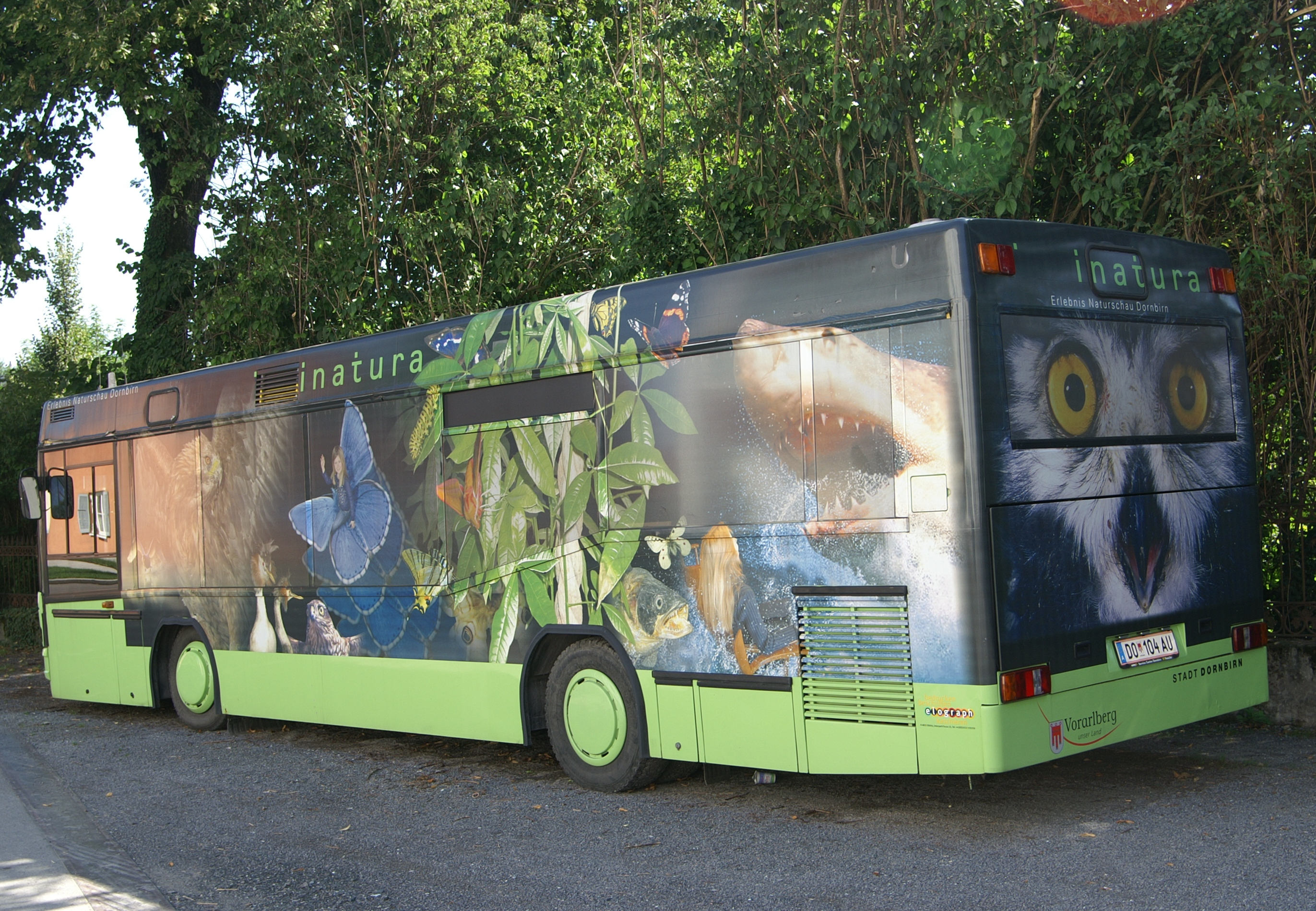
Bus als Werbeträger
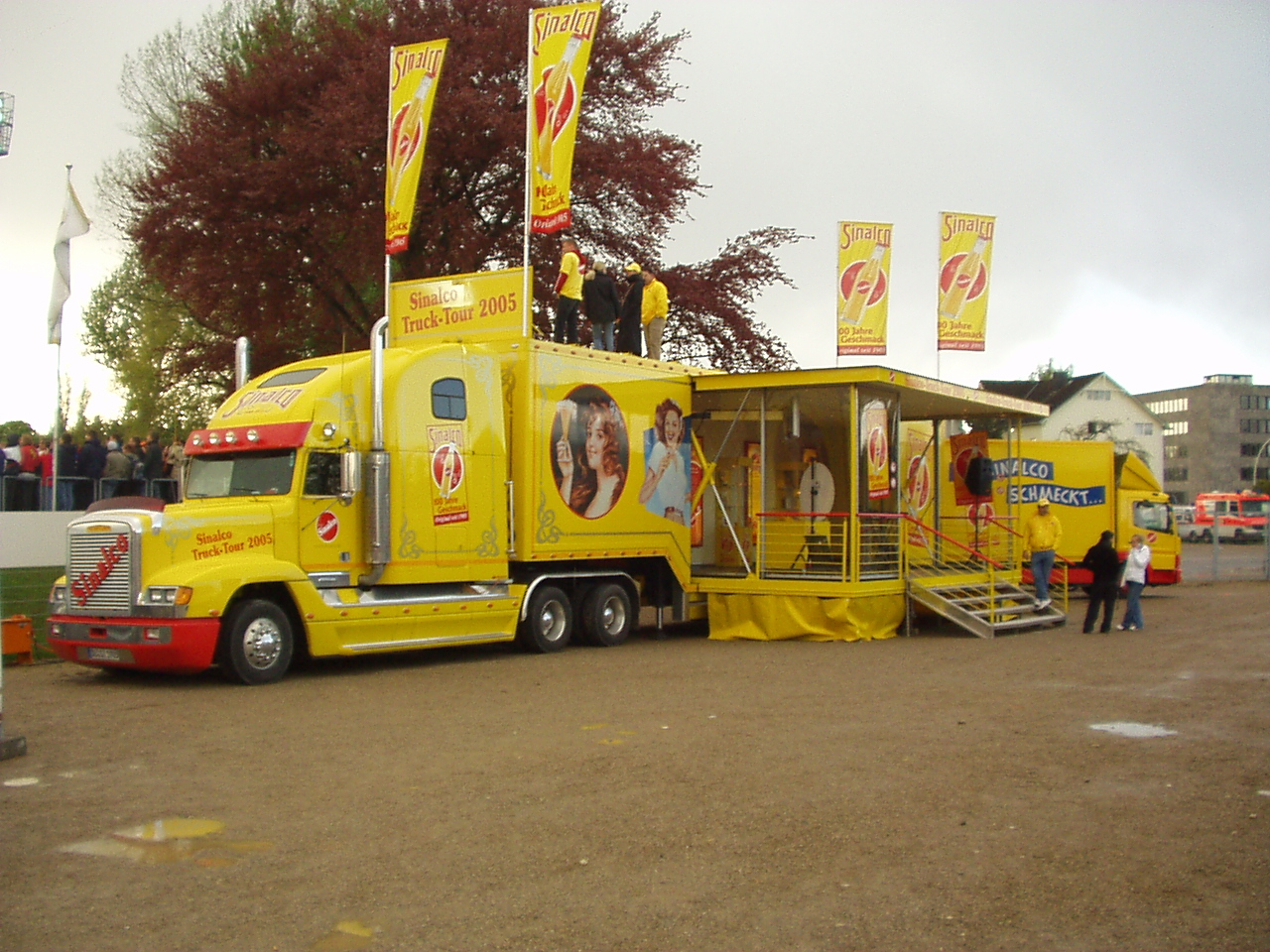
Sattelzug als Werbeträger
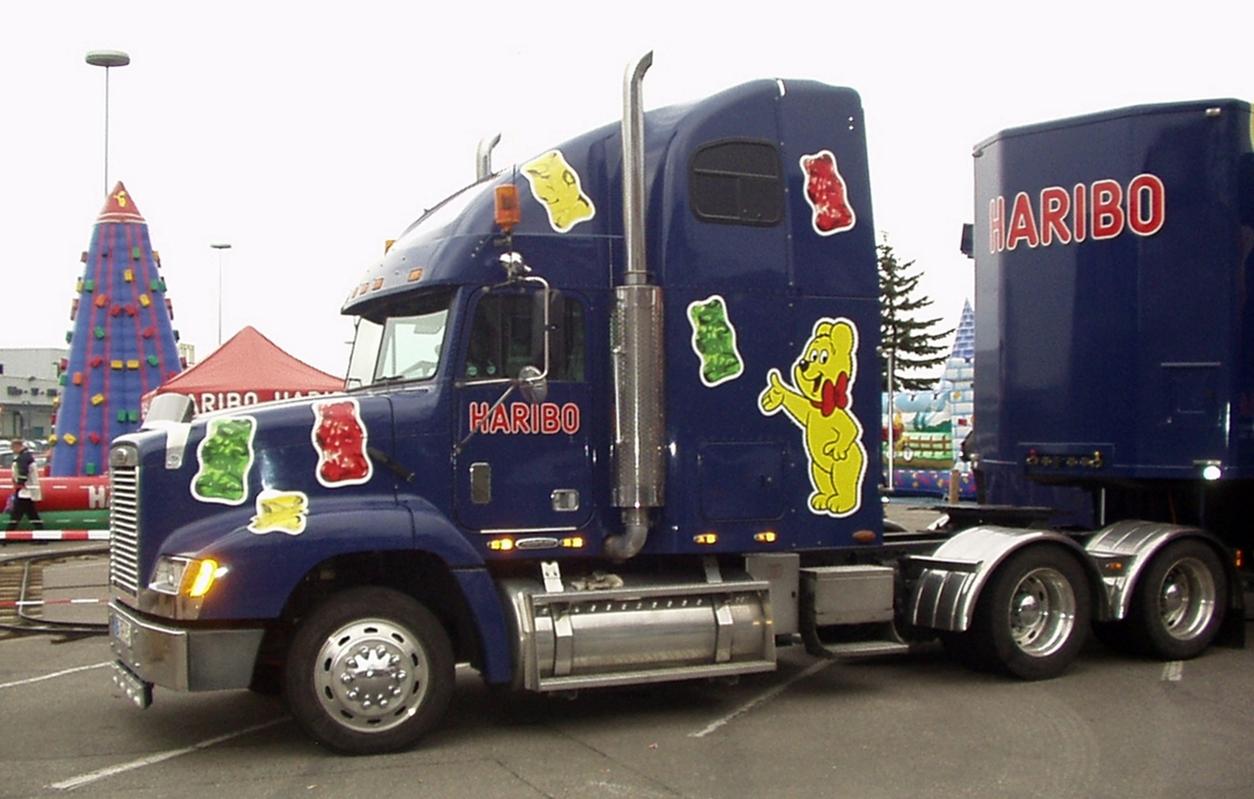
Sattelzug als Werbeträger
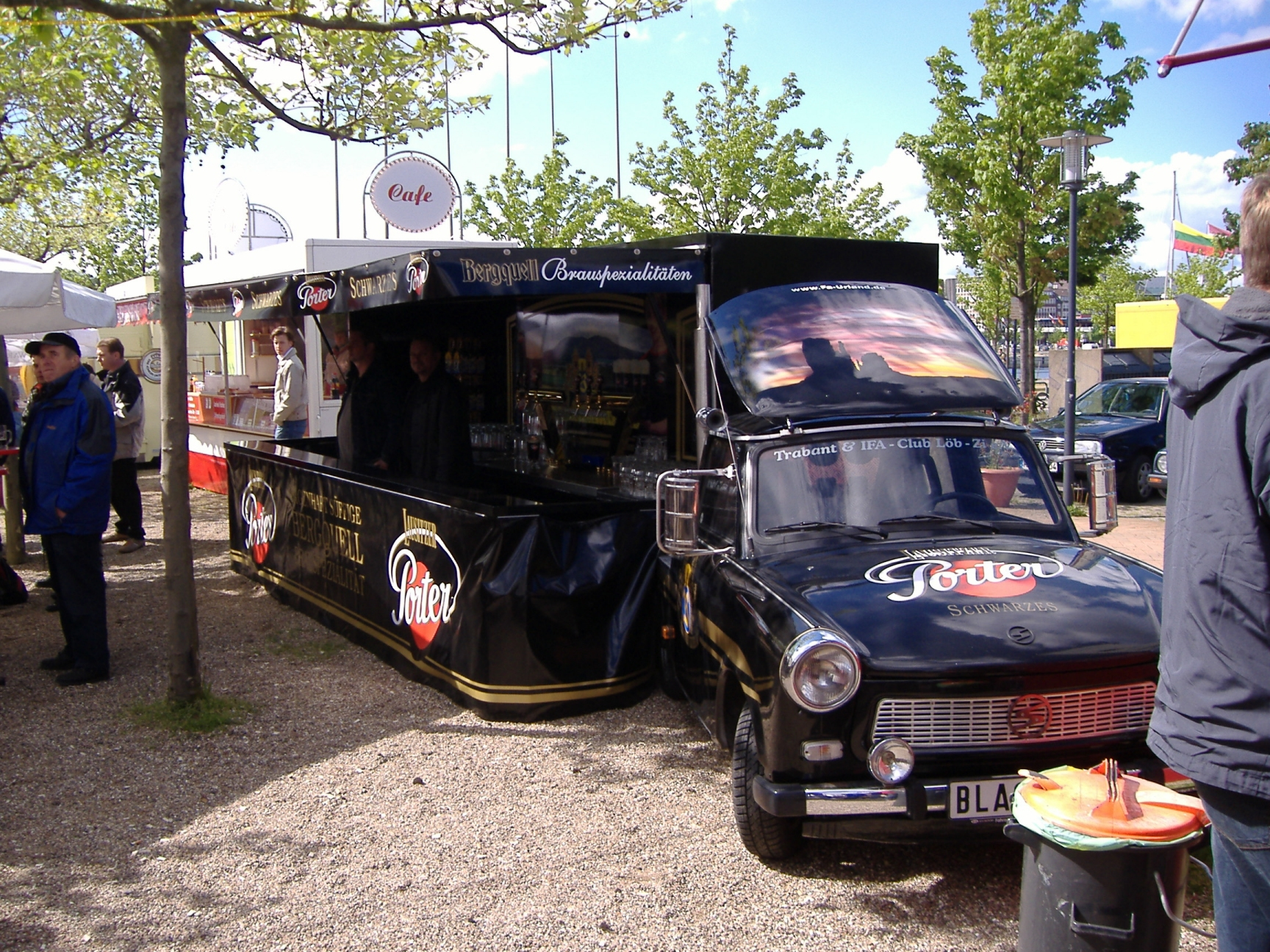
Trabant-Umbau als Werbeträger
Promotiontruck für Exponate
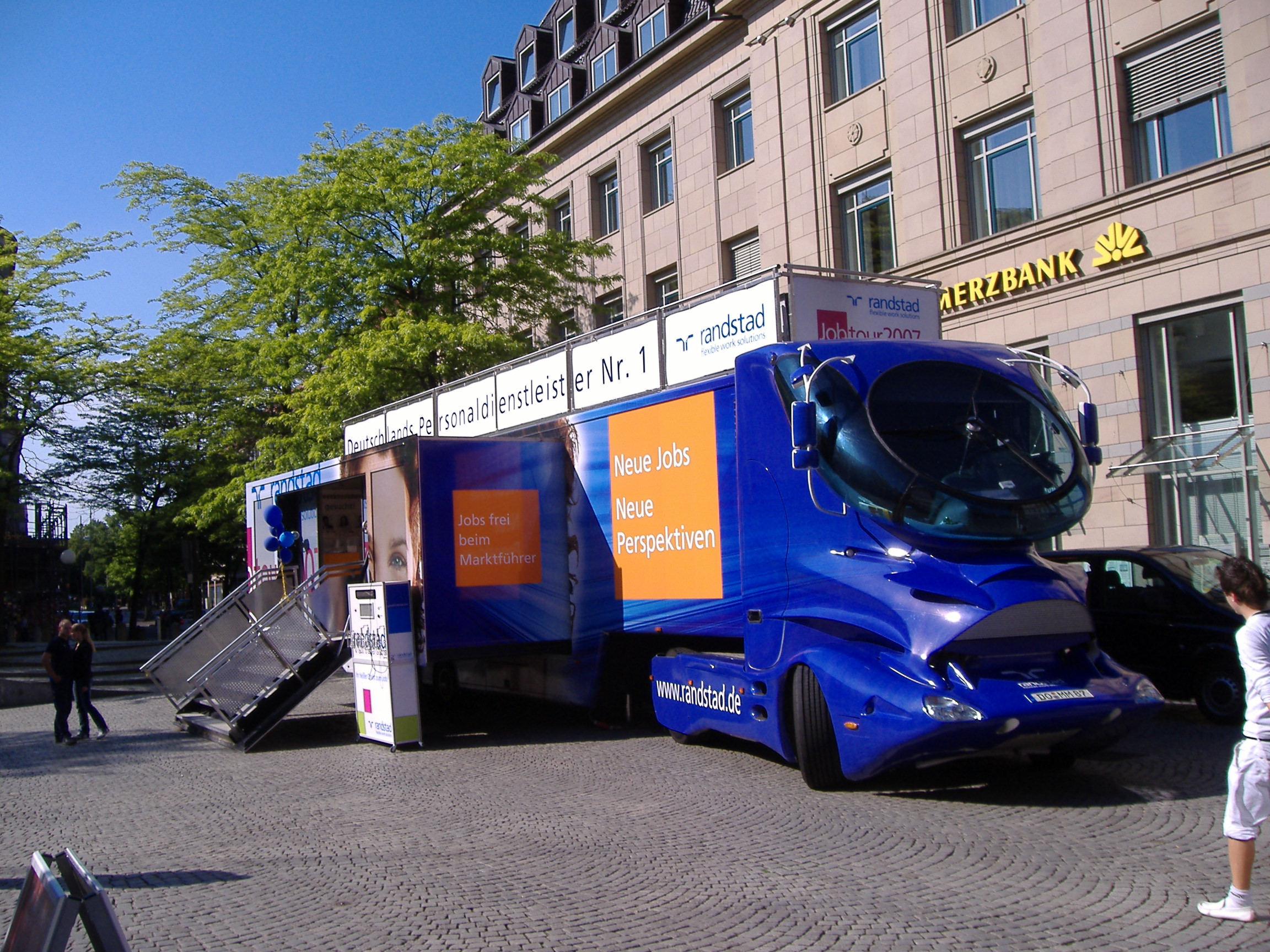
Sattelzug als Werbeträger
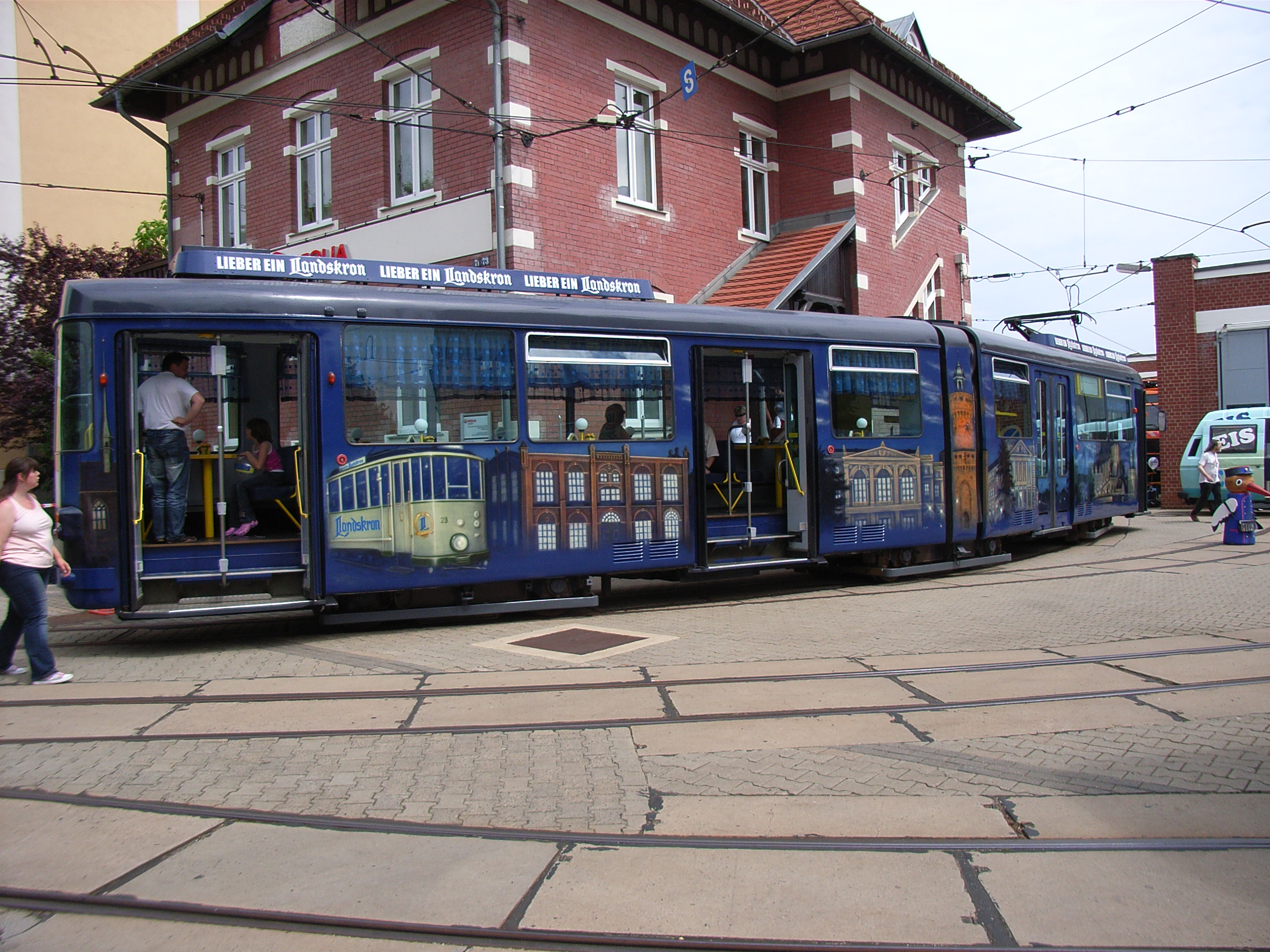
Straßenbahn als Werbeträger und „Party-Bahn“